# Rio Tera
O rio Tera é um rio da Espanha, que nasce na Sierra de Vigo e desagua no rio Esla percorrendo 139 km desde a sua nascente, situada a uma altitude de 2000m. Este rio pertence à bacia hidiográfica do Rio Douro.

## Afluentes
- Rio Segundera
- Rio Trefacio
- Rio Villarino
- Rio Truchas
- Rio Castro
- Rio Valdalla
- Rio Negro
- Rio Castrón

## Barragems no Rio Tera
- Barragem de Vega del Conde
- Barragem de Vega de Tera
- Barragem de Cernadilla
- Barragem de Valparaíso
- Barragem de Nuestra Señora del Agavanzal